# イワタカンアオイ
イワタカンアオイ（磐田寒葵、学名: Asarum kurosawae）は、ウマノスズクサ科カンアオイ属の常緑の多年草。

## 特徴
葉に長い葉柄があり、暗紫色になる。葉身は円形または卵形で、長さ、幅ともに5-7cmになり、先端は鋭頭から広円形、基部は深い心形になる。葉の表面は暗緑色で光沢がなく、短毛が散生し、雲紋状の白斑が入ることもある。葉は同属のヒメカンアオイに似るが、同種と本種では開花時期が異なる。
花は10-11月に咲き始め、翌年3-5月まで見られることもある。花は緑紫色である場合が多く、花弁は無く、萼裂片が花弁状になる。萼筒は丸みのある鐘形または円筒形で、長さ12-14mm、径12-14mmになる。萼筒の入口は口環の発達が弱いため広くなる。萼筒内壁には弱い網状隆起があり、約30個の縦脈と約10個の横脈があって網目状になるが、同属他種と比べて隆起が弱いためあまり目立たない。その表面には多細胞の微毛が密生する。萼裂片は卵状三角形で、長さ10-12mm、萼筒より短く、斜めに開き、表面には萼筒内壁の微毛と同様な毛が連続して生える。雄蕊は12個あり、花糸は葯より長い。花柱は6個あり、先は角状となって直立して萼筒の入口まで達する。

## 分布と生育環境
日本固有種。本州の東海地方に固有で、静岡県磐田市付近および静岡県と愛知県の県境付近に分布し、低地から低山地の広葉樹林の湿った林床に生育する。

## 名前の由来
種小名（種形容語） kurosawae は、この種の発見者で、静岡県の植物研究者である黒沢美房への献名である。

## 分類
静岡県の高校教師で、植物研究者である黒沢美房は、1965年に静岡県磐田市の林下でカンアオイに似た植物を採集し、杉本順一に生苗株を提供した。杉本はこの種について、萼片に細毛があること、萼筒内面の網目突起が著しく細密であることなどから、1968年、この種を新種として、『北陸の植物』The journal of geobotany、Vol.16, No.2 に記載発表した。

## 種の保全状況評価
絶滅危惧II類 (VU)（環境省レッドリスト）
（2017年、環境省。2000年レッドデータブックまでは、絶滅危惧IB類(EN)。）

## ギャラリー

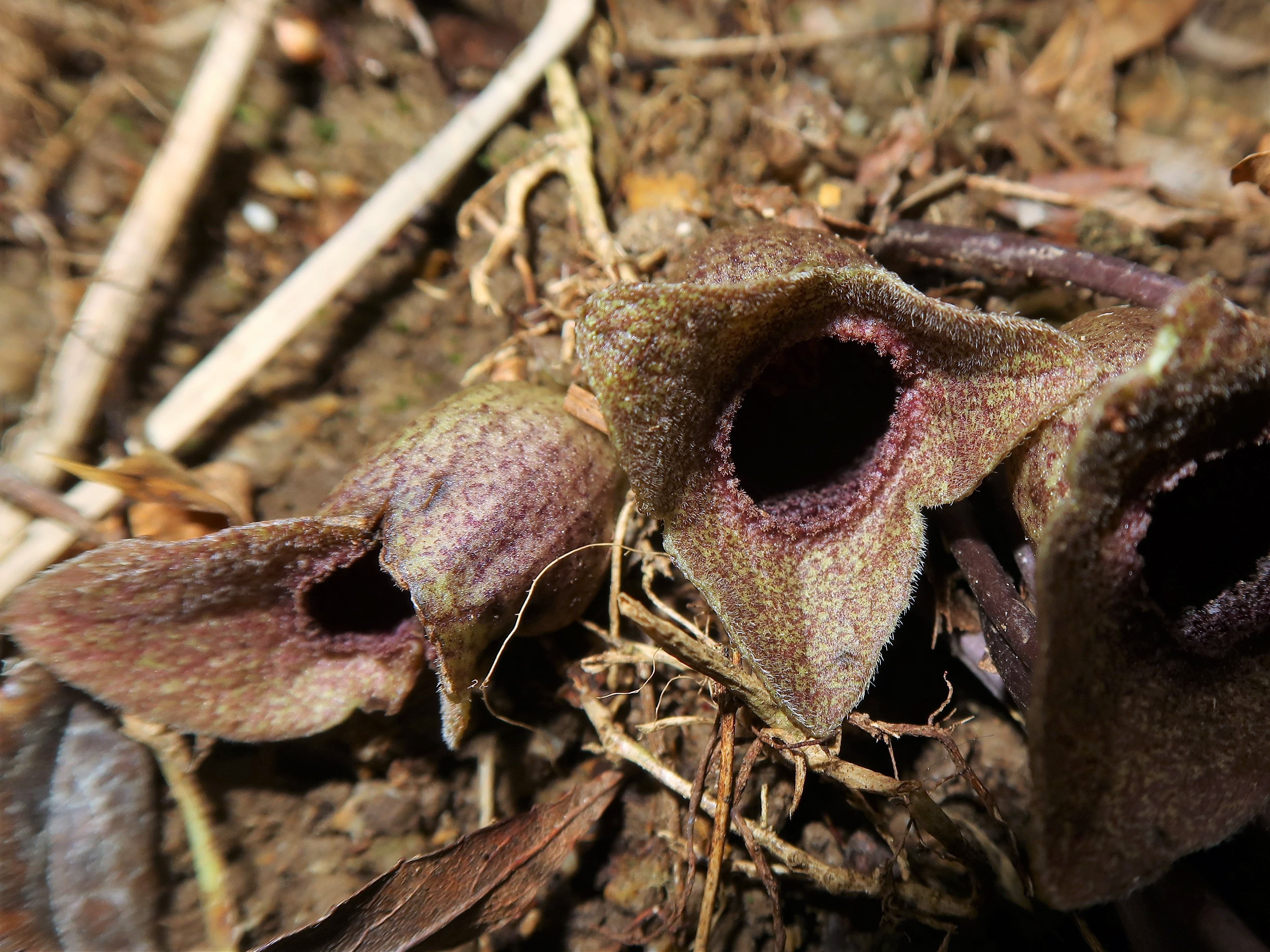
萼裂片は卵状三角形で、斜めに開き、表面には微毛が生える。
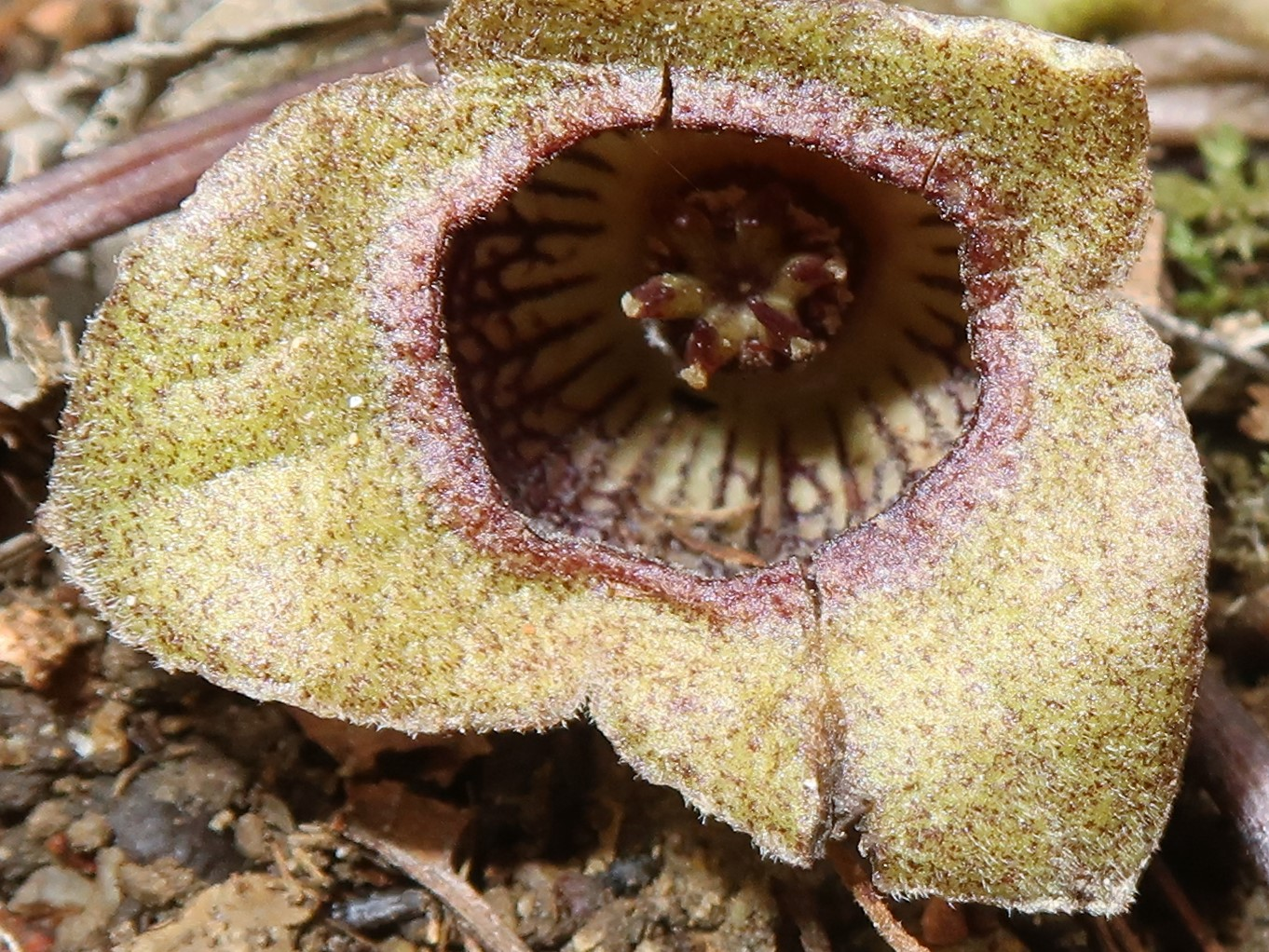
萼筒内壁には、約30個の縦脈の弱い網状隆起があり網目状になる。
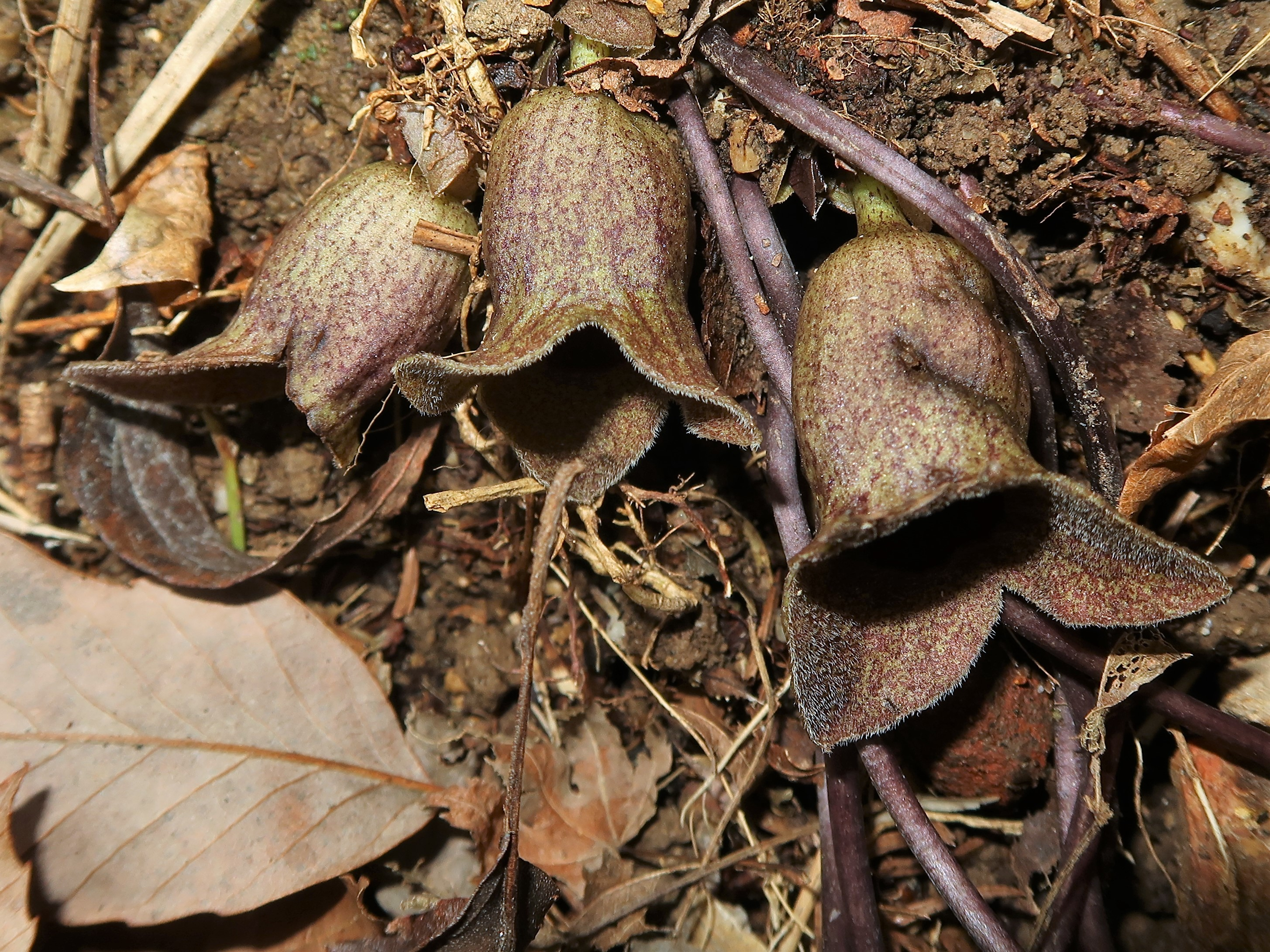
萼筒は丸みのある鐘形または円筒形。
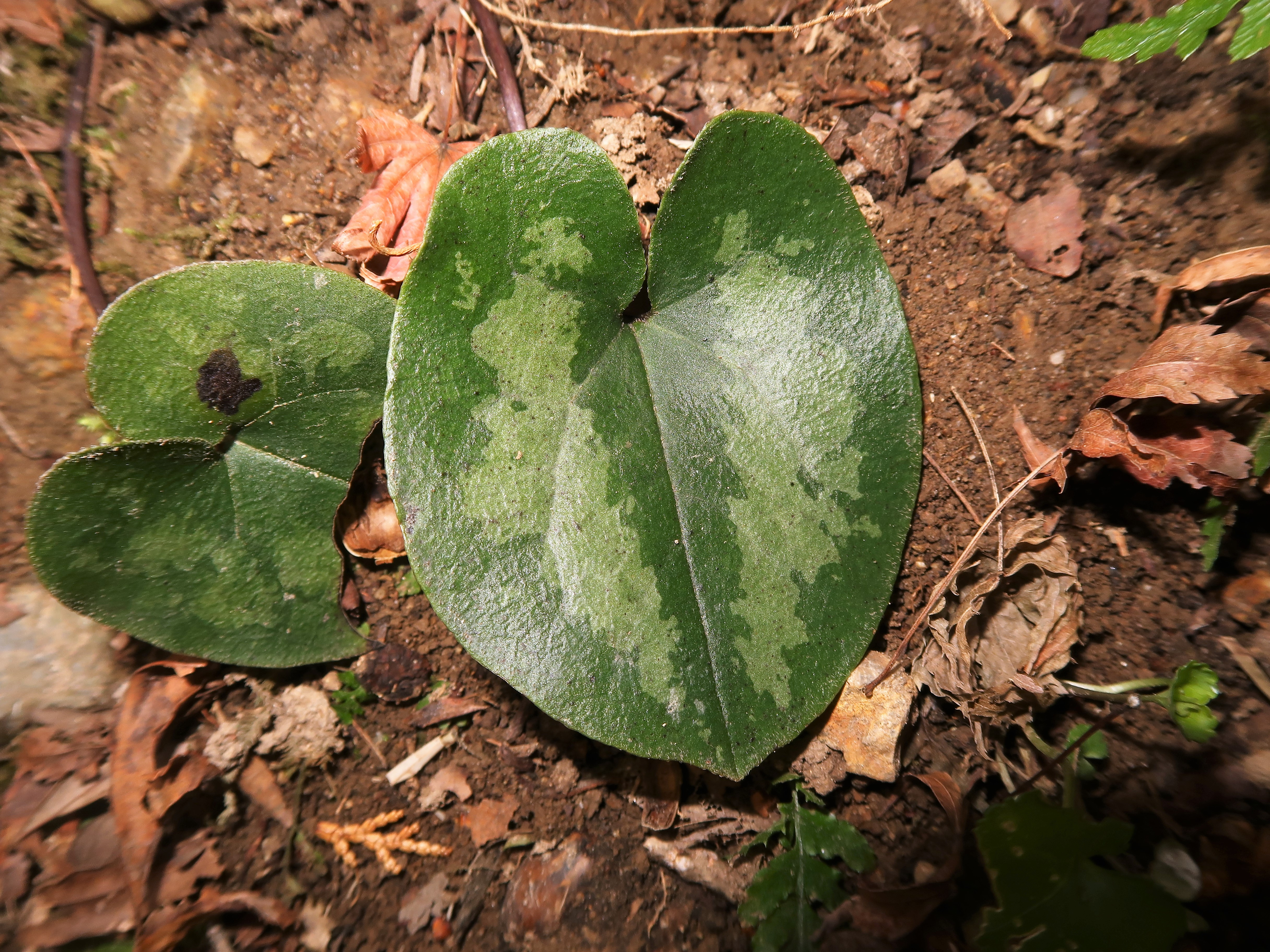
葉は円形から卵形。葉の表面は短毛が散生え、雲紋状の白斑が入る。
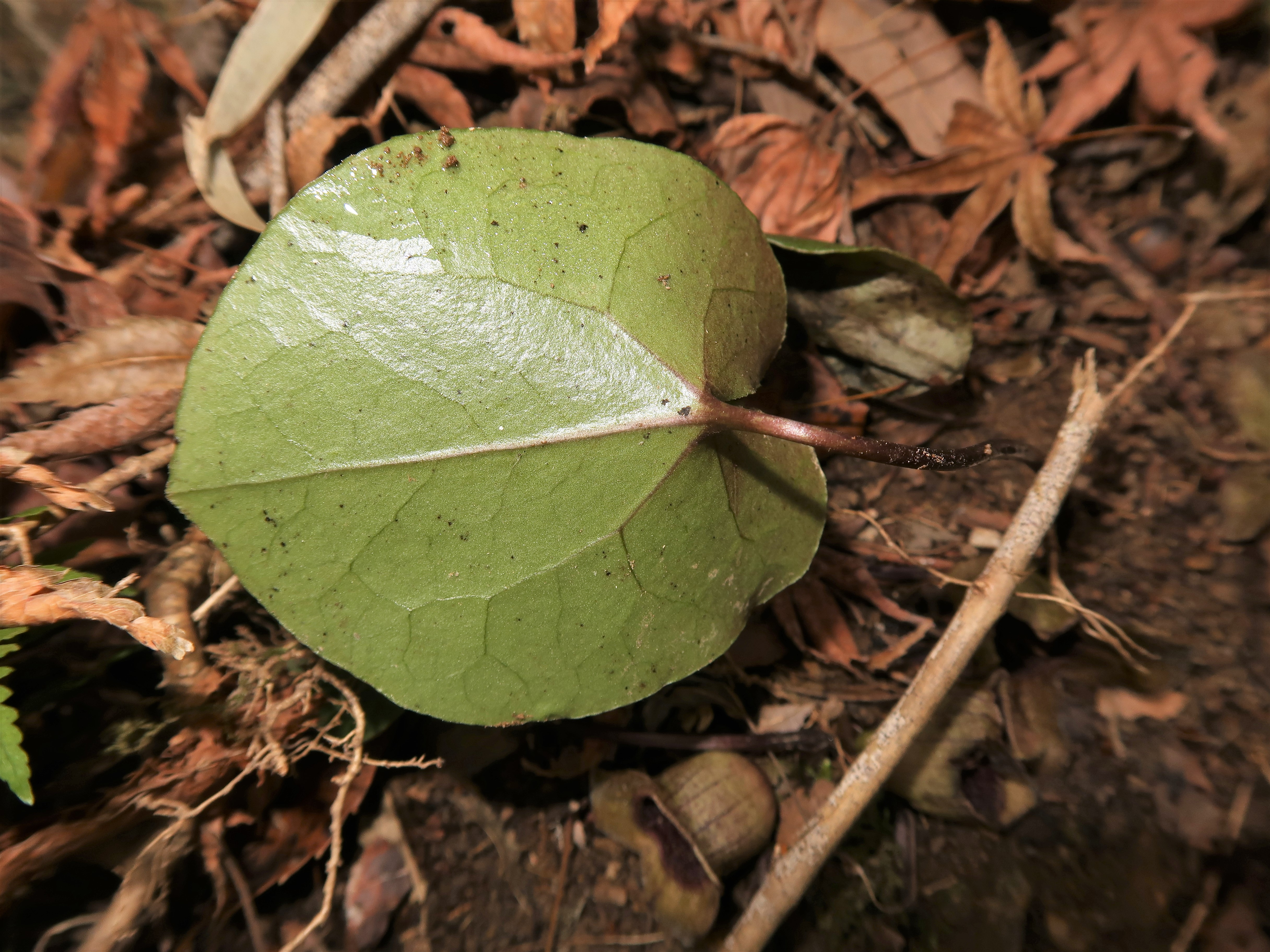
葉の裏面。